# (5574) 1984 FS
(5574) 1984 FS là một tiểu hành tinh vành đai chính. Nó được phát hiện bởi Zdeňka Vávrová ở Đài thiên văn Kleť gần České Budějovice, Cộng hòa Séc, ngày 20 tháng 3 năm 1984.